# الدستور السوري لسنة 1973
تم اعتماد دستور سوريا لعام 1973 في 13 مارس 1973 وكان ساري المفعول حتى 27 فبراير 2012. فهو يصف شخصية سوريا باعتبارها عربية و‍ديمقراطية و‍جمهورية. وعلاوة على ذلك، وتمشيا مع الأيديولوجية العربية، فإنها تجعل من البلد منطقة من العالم العربي الأوسع نطاقا وشعبها جزءا لا يتجزأ من الأمة العربية. فقد رسخ سلطة حزب البعث العربي الاشتراكي، ووصفت المادة 8 منه الحزب بأنه "الحزب الرائد في المجتمع والدولة"، حتى وإن لم تكن سوريا، كما يعتقد في كثير من الأحيان، تحت نظام الحزب الواحد من الناحية الرسمية.

## تاريخ
حل دستور عام 1973 محل دستور مؤقت مؤرخ 1 مايو 1969. وتم تعديل الدستور في عام 2000 لتغيير الحد الأدنى لسن الرئيس من 40 إلى 34 سنة. خلال الانتفاضة السورية 2011–2012، تم طرح دستور جديد يستند إلى دستور عام 1973 للاستفتاء، مما أدى إلى اعتماده. ودخل الدستور الجديد حيز النفاذ في 27 فبراير 2012، وبذلك حل محل دستور عام 1973.

## ببليوغرافيا
- Robbers، Gerhard (2007). Encyclopedia of World Constitutions. Facts on File library of world history. New York: Facts On File. ISBN:978-0-8160-6078-8.

## وصلات خارجية
- 1973 Constitution of Syria at the International Constitutional Law Project